# Annum Sacrum
Annum Sacrum è un'enciclica di papa Leone XIII, datata 25 maggio 1899, con la quale il Pontefice consacra l'umanità al Sacro Cuore.

## Contenuti
Con questa enciclica, alla vigilia dell'Anno Santo del 1900, il Papa chiede a tutti i vescovi della Chiesa cattolica di consacrare il genere umano al Santissimo Cuore di Gesù. L'enciclica, piuttosto breve, termina con una formula di consacrazione, che inizia con le parole « O Gesù dolcissimo, o Redentore del genere umano ».
In un contesto strettamente religioso, l'enciclica appare estremamente sobria. Diversamente da come ci si aspetterebbe, il tema dominante è quello della « Signoria » di Cristo, della sua « Regalità ». Si tratta di una Signoria universale, su tutto il genere umano e sul cosmo, che Cristo ha, sia in forza del suo essere Figlio di Dio, sia perché morendo in croce ha salvato l'intera umanità. Queste sue prerogative lo rendono Re e Signore non solo dei cattolici o dei battezzati in genere, ma di tutti gli uomini, anche se non conoscono o non riconoscono la Signoria di Cristo. Da qui l'invito del Papa a tutti i credenti a sottomettersi volontariamente e con amore, a nome di tutti gli uomini, a questo Signore che regna « per mezzo della verità, della giustizia e soprattutto della carità ».
L'enciclica di Leone XIII va letta anche nel suo contesto politico. Alla fine dell'Ottocento l'opposizione tra Stato e Chiesa cattolica era fortissima. Il Papa si dispiace del « muro di divisione » che è stato innalzato tra la Chiesa e la società civile, come se il fatto di aver estromesso la Chiesa avesse reso migliore la società. In realtà, « col disprezzo della religione », prosegue Leone XIII, « si scalzano di necessità le basi più salde della prosperità pubblica ». Il Papa cioè non accetta l'idea che l'azione religiosa non debba avere nessun influsso sulla convivenza civile.